# Спортивная улица (Балашиха)
Спортивная улица — улица в микрорайоне Балашиха-2 города Балашиха Московской области. Названа по занимающему почти половину западной стороны улицы стадиону «Труд».

## Описание
Улица расположена в южной части микрорайона Балашиха-2 на левом берегу реки Пехорка.
Отходит в северном направлении от места пересечения нескольких улиц: улицы 40 лет Победы, улицы Текстильщиков и улицы 40 лет Октября. К юго-востоку от этого перекрёстка начинаются лесные массивы Озёрного лесопарка.
Через два дома от начала, на регулируемом перекрёстке, с запада примыкает улица Крупешина. После этой высокой точки начинается длинный, довольно заметный спуск в низину, в которой расположен кинотеатр «Заречье». В конце спуска за жилым домом (ул. Спортивная, 12) в виде небольшого проезда примыкает с востока участок улицы Калинина. Здесь Спортивная улица заканчивается, переходя после поворота на северо-восток в улицу Свердлова (у АТС), которая отсюда начинает подниматься в гору.
Нумерация домов — от улицы Текстильщиков.

## Здания и сооружения
Нечётная сторона

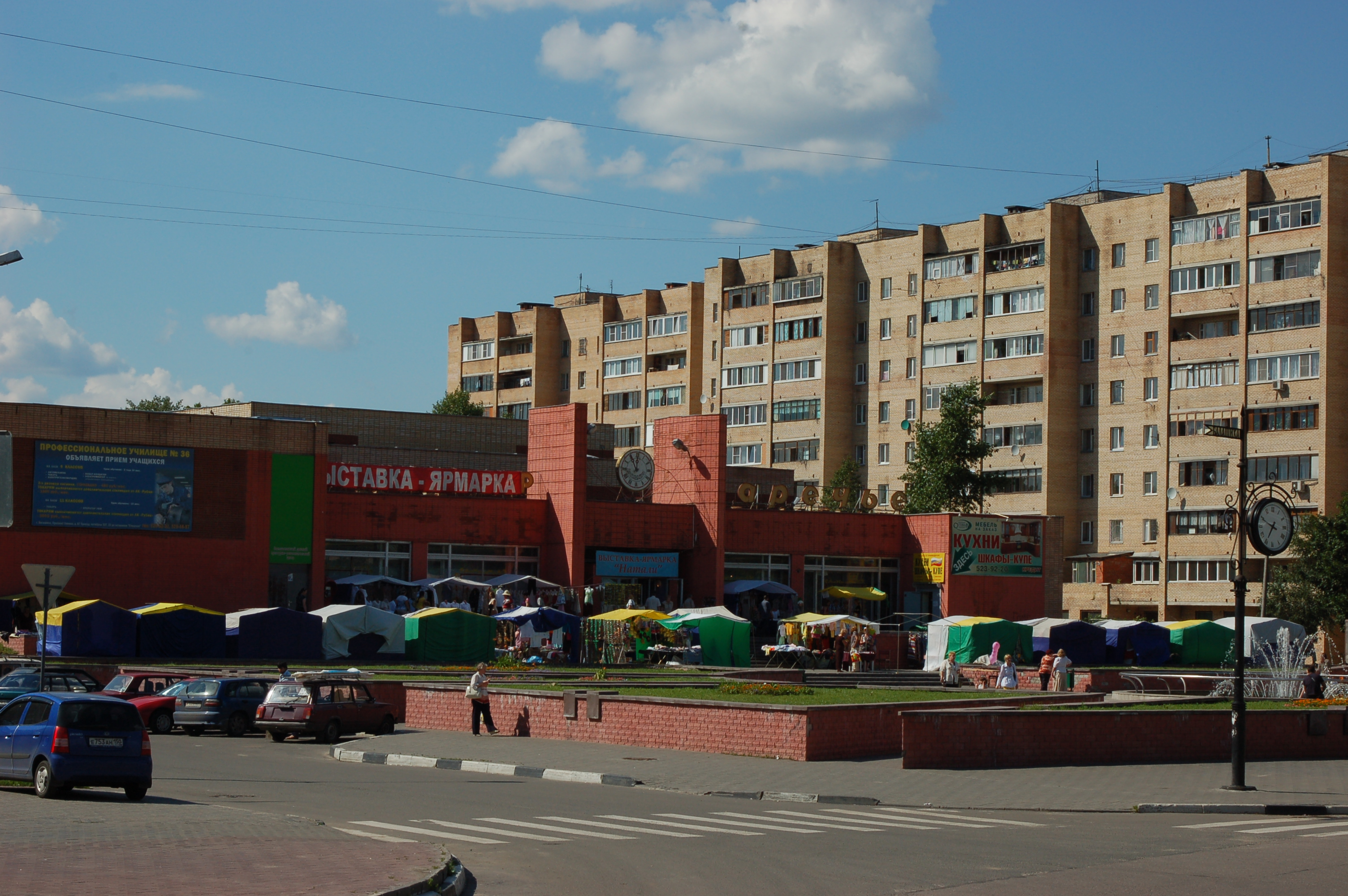
Застройка Спортивной улицы

- № 1 — двухэтажное кирпичное здание
- № 3 — трёхэтажное кирпичное здание
- № 5 — стадион «Труд», СДЮСШОР «Балашиха»[1]
- № 7 — жилой дом
- № 9 — общежитие
- № 11 —  жилой дом
- № 13 — жилой дом, панель, 9 этажей, год постройки 1980
- № 15 — жилой дом
- № 17 — жилой дом

Чётная сторона
- № 2 —
- № 4 — жилой дом (9 этаж.; панельный.)[2]
- № 6 — жилой дом (9 этаж.; панельный)
- № 8 — жилой дом
- № 10 — жилой дом
- № 12 — жилой дом